# Hipodamia (filla d'Enomau)

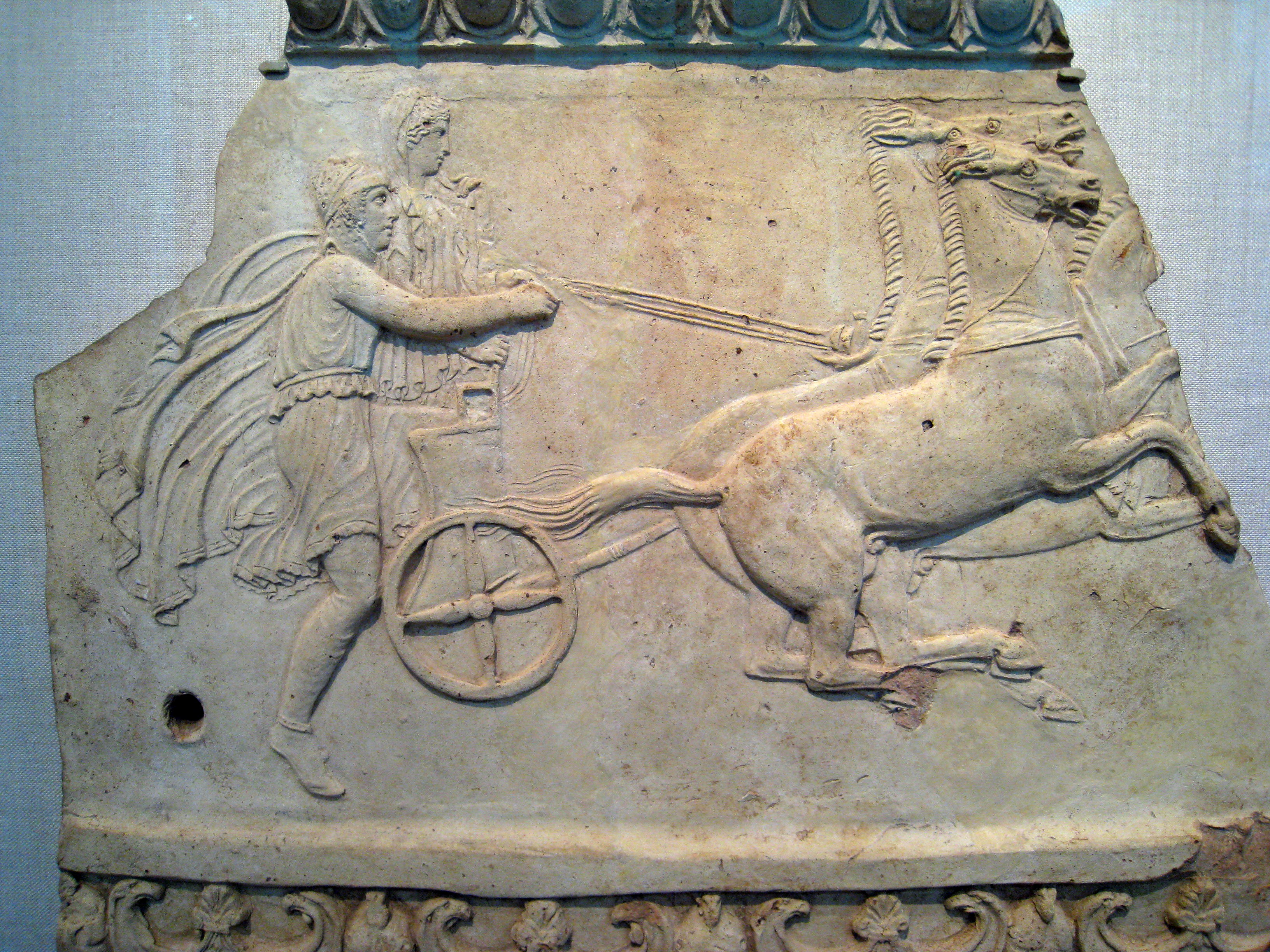
Pèlops i Hipodamia

Segons la mitologia grega, Hipodamia (en grec antic: Ἱπποδάμεια, Hipodámeia) fou una heroïna, filla d'Enòmau, rei de Pisa, a l'Èlida. Hi ha diverses tradicions sobre el nom de la seva mare: Era filla de la plèiade Estèrope, o bé de la danaida Eurítoe, o també d'Evàrete, germana de Leucip.
Hipodamia era molt bella, però el seu pare no volia casar-la, ja que un oracle havia predit que moriria a mans del seu gendre, o segons una altra versió, perquè estava enamorat de la seva filla. per tal d'allunyar els pretendents, va oferir com a premi la mà de la seva filla a qui fos capaç de vèncer-lo en una cursa de carros. Tots els pretendents havien de pujar a la jove en el seu carro, i Enòmau sortia al darrere a encalçar-los i els atrapava sense cap problema. Es deia que el pes de la filla al carro del pretendent feia que, més pesant, no pogués córrer tant, o bé que Hipodamia distreia l'atenció del conductor. Quan guanyava, tallava el cap del perdedor i el penjava a la porta del seu palau, per dissuadir possibles concursants.
Però Hipodamia, enamorada de Pèlops, es posà d'acord amb el seu pretendent i el cotxer Mirtil, l'auriga del seu pare, per sabotejar el carro d'Enòmau, que d'aquesta manera tingué un accident mortal en plena cursa. Per convèncer Mirtil, es deia que Pèlops l'hi havia promès una nit amb Hipodamia, o que Hipodamia mateixa s'havia ofert. Més endavant es va dir que Mirtil havia intentat violar Hipodamia en un viatge en carro que feren Pèlops, Hipodàmia i Mirtil, aprofitant que Pèlops s'havia allunyat per buscar aigua. En tornar, Hipodamia es va queixar al seu marit, que va llençar Mirtil al mar. Però també es deia que va ser Hipodamia qui va voler seduir Mirtil, i quan aquest refusà, el va difamar davant Pèlops, que el va matar. Quan es moria, Mirtil va maleir la casa de Pèlops, cosa que va ser un dels orígens dels mals dels pelòpides (Atreu, Tiestes, Agamèmnon).
Un cop casada amb Pèlops, d'aquesta unió varen néixer Tiestes, Atreu, Alcàtou i Piteu. Més endavant va ordenar a Atreu i Tiestes que matessin Crisip, un fill de Pèlops, i quan aquest se n'assabentà, la va matar. Amb posterioritat, Pèlops, seguint les indicacions d'un oracle, va portar-ne les restes al recinte sagrat d'Olímpia, on va fer una capella a Hipodamia